# トロント証券取引所
トロント証券取引所（トロントしょうけんとりひきじょ、英: Toronto Stock Exchange、TSX）は、カナダ最大（取り扱い時価総額で北米第3位、世界第6位の規模）の証券取引所である。現在TMXグループ（TMX Group, Inc）の傘下で、上級証券の取引を主に行う。また同じくTMXグループ傘下に、2001年に買収したベンチャー企業を中心に扱うTSXベンチャー取引所（TSX Venture Exchange、旧カナディアン・ベンチャー取引所、Canadian Venture Exchange）もある。
トロントに本部があり、カナダ国内のモントリオール、ウィニペグ、カルガリー、バンクーバーに運営拠点を持つ。

## ロンドン証券取引所との合併構想
2011年2月にロンドン証券取引所がトロント証券取引所と合併すると発表した。合併が成立すると世界第二位の規模の証券取引所グループとなる予定
だったが、2週間後TMXグループの株主からの67%以上の合意が得られず、合併交渉が中止された。合併中止の背景には外国企業が決済をコントロールすることに対するカナダ銀行総裁マーク・カーニーの不信などもあった。